# 4712 Iwaizumi
4712 Iwaizumi è un asteroide della fascia principale del diametro medio di circa 28,75 km. Scoperto nel 1989, presenta un'orbita caratterizzata da un semiasse maggiore pari a 3,1534722 UA e da un'eccentricità di 0,1300192, inclinata di 12,16665° rispetto all'eclittica.